# استارت‌آپ (مجموعه تلویزیونی)
استارتاپ (انگلیسی: StartUp) یک مجموعه تلویزیونی درام آمریکایی است که توسط بن کتای ساخته شده و از ۶ سپتامبر ۲۰۱۶ از کراکل پخش شده‌است. در نوامبر ۲۰۱۷ فصل سوم آن ساخته و اول نوامبر ۲۰۱۸ پخش شد. این سریال از ۴ می ۲۰۲۱ از نتفلیکس پخش شد.